# Vanmeersscheïta
La vanmeersscheïta és un mineral de la classe dels fosfats. Anomenada així per Maurice Van Meerssche, professor de cristal·lografia belga de la Universitat Catòlica de Lovaina.

## Classificació
Segons la classificació de Nickel-Strunz, la vanmeersscheïta pertany a «08.EC: Uranil fosfats i arsenats, amb relació UO₂:RO₄ = 3:2» juntament amb els següents minerals: françoisita-(Nd), phuralumita, upalita, françoisita-(Ce), dewindtita, kivuïta, fosfuranilita, yingjiangita, arsenuranilita, hügelita, dumontita, arsenovanmeersscheïta, althupita, mundita, phurcalita i bergenita.

## Característiques
La vanmeersscheïta és un fosfat de fórmula química U6+(UO₂)₃(PO₄)₂(OH)₆·4H₂O. Cristal·litza en el sistema ortoròmbic.

## Formació i jaciments
Es forma en la zona d'oxidació de dipòsits d'urani. S'ha descrit a la Xina, a la República Democràtica del Congo, Alemanya, Itàlia i els Estats Units.